# Potencjał militarny
Potencjał militarny – zdolność prowadzenia działań wojennych przez państwo, koalicję państw.
Pojęcie potencjału militarnego obejmuje cały zakres dostępnych środków umożliwiających prowadzenie działań wojennych, tzn. ilościowy i jakościowy stan sił zbrojnych, czynnych i w rezerwie, infrastruktury wojskowej (porty, lotniska, bazy, magazyny,...) oraz zapasów materiałów bojowych.